# Mark Stoermer
Pour les articles homonymes, voir Stoermer.
Mark Stoermer (né Mark August Störmer le 28 juin 1977) est le bassiste de la formation américaine The Killers, originaire de Las Vegas. Ils sont révélés au grand public en 2004 avec leur premier album Hot Fuss, et particulièrement l'énergique Somebody Told Me, premier single.
Mark Stoermer est également le guitariste du supergroupe Vicky Cryer avec des personnalités telles que Dominic Howard, batteur du groupe Muse.